# Élections législatives de 2012 en Polynésie française
- Tahoeraa huiraatira

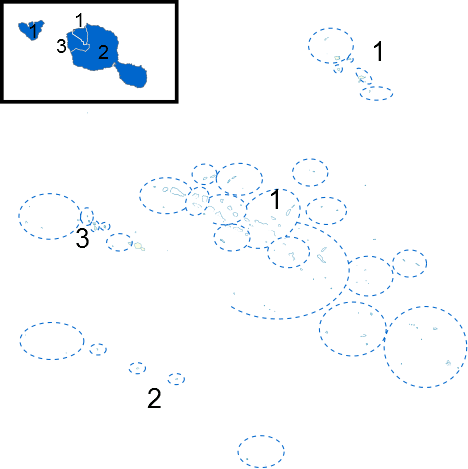
Résultats des élections législatives en Polynésie française en juin 2012
Tahoeraa huiraatira

Les élections législatives françaises de 2012 se dérouleront les samedis 2 et 16 juin. Dans la collectivité de Polynésie française, trois députés sont à élire dans le cadre de trois circonscriptions, soit une de plus que lors des législatures précédentes, en raison du redécoupage électoral. Pour des raisons de logistique et d'organisation, les deux tours sont espacés de deux semaines, contrairement aux circonscriptions de métropole.

## Élus
| Circonscription | Député sortant  | Parti      | Parti      | Groupe     | Député élu ou réélu | Parti | Parti    | Groupe |
| --------------- | --------------- | ---------- | ---------- | ---------- | ------------------- | ----- | -------- | ------ |
| 1re             | Michel Buillard |            | Tahoeraa   | UMP        | Édouard Fritch      |       | Tahoeraa | UDI    |
| 2e              | Bruno Sandras   |            | Ia Hau Noa | UMP        | Jonas Tahuaitu      |       | Tahoeraa | UDI    |
| 3e              | Siège créé      | Siège créé | Siège créé | Siège créé | Jean-Paul Tuaiva    |       | Tahoeraa | UDI    |

## Positionnement des partis
45 candidats sur l'ensemble des trois circonscriptions de la collectivité de Polynésie française se présentent à ces élections législatives, contre 22 lors de celles de 2007 (pour deux circonscriptions). Les partis présents à l'Assemblée de la Polynésie française sont tous représentés : UPLD-Tavini, Tahoeraa, O Porinetia to tatou ai'a et Heiura (Les Verts) proposent des candidats dans chaque circonscription. Te niu hau manahune, Te Mana Toa, Te Aho No Te Fenua et Rautahi sont présents dans une circonscription.

## Résultats
Le taux de participation est de 45,8 % au premier tour, démontrant le désintérêt des citoyens polynésiens pour la classe politique et a contrario la mobilisation des militants.
Les deux partis arrivés en tête sont le Tahoeraa huiraatira, parti autonomiste historique de Gaston Flosse, resté au pouvoir plusieurs décennies jusqu'en 2004, et l'UPLD composé de partis indépendantistes dont le Tavini huiraatira, le Mana Te Nunaa, le parti écolologiste avec Heiuraa les Verts et d'autres composantes.
Les candidats présents au second tour sont par circonscription :
- dans la 1re circonscription, Édouard Fritch (Tahoera'a Huiraatira, autonomiste) est en tête avec 36,62 % des voix devant Pierre Frébault (UPLD, indépendantiste), avec 18,30 % ;
- dans la 2e circonscription, Jonas Tahuaitu (Tahoeraa Huiraatira) est en tête avec 29,18 %, suivi de Philippe Neuffer (UPLD) avec 24,34 % ;
- dans la 3e circonscription, Tauhiti Nena (UPLD) obtient 30,52 % devant le candidat du Tahoeraa Huiraatira (autonomiste) Jean-Paul Tuaiva avec 23,90 %.

Au soir du second tour, le parti de Gaston Flosse remporte les trois circonscriptions du territoire.

### Analyse
Les candidats de la société civile n'ont pas réussi à tirer leur épingle du jeu, aucun d'entre eux ne sera présent au second tour.

### Résultats à l'échelle de la collectivité
| Parti          | Parti                     | Premier tour | Premier tour | Second tour | Second tour | Sièges |
| Parti          | Parti                     | Voix         | %            | Voix        | %           | Sièges |
| -------------- | ------------------------- | ------------ | ------------ | ----------- | ----------- | ------ |
|                | Tahoeraa huiraatira       | 25 276       | 30,10        | 54 185      | 55,89       | 3      |
|                | Tavini huiraatira         | 20 350       | 24,23        | 42 762      | 44,11       | 0      |
|                | Divers droite             | 14 296       | 17,02        |             |             |        |
|                | O Porinetia to tatou ai'a | 7 970        | 9,49         |             |             |        |
|                | O'Hiva                    | 3 924        | 4,67         |             |             |        |
|                | Divers gauche             | 3 186        | 3,79         |             |             |        |
|                | No oe e te nunaa          | 2 548        | 3,03         |             |             |        |
|                | Fetia Api                 | 2 533        | 3,02         |             |             |        |
|                | Divers                    | 2 421        | 2,88         |             |             |        |
|                | Heiura - Les Verts        | 1 051        | 1,25         |             |             |        |
|                | Front national            | 327          | 0,39         |             |             |        |
|                | Te U'i Faau'i             | 104          | 0,12         |             |             |        |
|                |                           |              |              |             |             |        |
| Inscrits       | Inscrits                  | 186 817      | 100,00       | 186 259     | 100,00      |        |
| Abstention     | Abstention                | 101 270      | 54,21        | 85 820      | 46,08       |        |
| Votants        | Votants                   | 85 547       | 45,79        | 100 439     | 53,92       |        |
| Blancs et nuls | Blancs et nuls            | 1 561        | 1,82         | 3 492       | 3,48        |        |
| Exprimés       | Exprimés                  | 83 986       | 98,18        | 96 947      | 96,52       |        |

### Résultats par circonscription

#### Première circonscription
Député sortant : Michel Buillard (Tahoeraa). Édouard Fritch (Tahoeraa) est élu.
| Candidat       | Candidat                 | Parti               | Premier tour | Premier tour | Second tour | Second tour |
| Candidat       | Candidat                 | Parti               | Voix         | %            | Voix        | %           |
| -------------- | ------------------------ | ------------------- | ------------ | ------------ | ----------- | ----------- |
|                | Édouard Fritch           | Tahoeraa            | 11 055       | 36,62        | 21 921      | 63,22       |
|                | Pierre Frébault          | Tavini              | 5 524        | 18,30        | 12 752      | 36,78       |
|                | Louis Frébault           | Te niu hau manahune | 2 758        | 9,14         |             |             |
|                | Nicole Bouteau           | No oe e te nunaa    | 2 548        | 8,44         |             |             |
|                | Philip Schyle            | Fetia Api           | 2 533        | 8,39         |             |             |
|                | Enrique Braun-Ortega     | Te Hiti Tau Api     | 1 258        | 4,17         |             |             |
|                | Teaki Dupont-Taikivaeoho | O'Hiva              | 1 131        | 3,75         |             |             |
|                | Poema Tang Pidoux        | TTA                 | 931          | 3,08         |             |             |
|                | Pierre Marchesini        | DIV                 | 421          | 1,39         |             |             |
|                | Karl Réguron             | Verts               | 408          | 1,35         |             |             |
|                | Pita Bennett             | Porinetia Ora       | 374          | 1,24         |             |             |
|                | Teiva Fortéléoni         | DIV                 | 359          | 1,19         |             |             |
|                | Tevahine Mairoto         | Hotu Ora            | 311          | 1,03         |             |             |
|                | Robert Anania            | Te Aho no te Fenua  | 249          | 0,82         |             |             |
|                | Ronald Terorotua         | DVG                 | 222          | 0,74         |             |             |
|                | Gustave Heitaa           | Te U'i Faau'i       | 104          | 0,34         |             |             |
|                |                          |                     |              |              |             |             |
| Inscrits       | Inscrits                 | Inscrits            | 67 132       | 100,00       | 67 136      | 100,00      |
| Abstentions    | Abstentions              | Abstentions         | 36 386       | 54,20        | 31 077      | 46,29       |
| Votants        | Votants                  | Votants             | 30 746       | 45,80        | 36 059      | 53,71       |
| Blancs et nuls | Blancs et nuls           | Blancs et nuls      | 560          | 1,82         | 1 386       | 3,84        |
| Exprimés       | Exprimés                 | Exprimés            | 30 186       | 98,18        | 34 673      | 96,16       |

#### Deuxième circonscription
Député sortant : Bruno Sandras (Ia Hau Noa). Jonas Tahuaitu (Tahoeraa) est élu.
| Candidat         | Candidat             | Parti              | Premier tour | Premier tour | Second tour | Second tour |
| Candidat         | Candidat             | Parti              | Voix         | %            | Voix        | %           |
| ---------------- | -------------------- | ------------------ | ------------ | ------------ | ----------- | ----------- |
|                  | Jonas Tahuaitu       | Tahoeraa           | 7 529        | 29,18        | 16 413      | 53,42       |
|                  | Philippe Neuffer     | Tavini             | 6 281        | 24,34        | 14 311      | 46,58       |
|                  | Teiva Manutahi       | Porinetia Ora      | 2 654        | 10,28        |             |             |
|                  | Bruno Sandras*       | Ia Hau Noa         | 2 435        | 9,44         |             |             |
|                  | Tearii Alpha         | TTA                | 1 954        | 7,57         |             |             |
|                  | Sandra Lévy Agami    | Te mana toa        | 1 303        | 5,05         |             |             |
|                  | Manea Tuahu          | Te Hiti Tau Api    | 909          | 3,52         |             |             |
|                  | Clarenntz Vernaudon  | Te Aho no te Fenua | 672          | 2,60         |             |             |
|                  | Antonio Soares-Pires | Te Avei'a          | 512          | 1,98         |             |             |
|                  | Jimmy Panie          | Hotu Ora           | 398          | 1,54         |             |             |
|                  | Hinano Tunoa         | DIV                | 371          | 1,44         |             |             |
|                  | Antonio Soares-Pires | DVD                | 302          | 1,17         |             |             |
|                  | Jaros Otcenasek      | Verts              | 297          | 1,15         |             |             |
|                  | Édouard Poroi        | DIV                | 188          | 0,73         |             |             |
|                  |                      |                    |              |              |             |             |
| Inscrits         | Inscrits             | Inscrits           | 59 491       | 100,00       | 59 478      | 100,00      |
| Abstentions      | Abstentions          | Abstentions        | 33 188       | 55,79        | 27 843      | 46,81       |
| Votants          | Votants              | Votants            | 26 303       | 44,21        | 31 635      | 53,19       |
| Blancs et nuls   | Blancs et nuls       | Blancs et nuls     | 498          | 1,89         | 911         | 2,88        |
| Exprimés         | Exprimés             | Exprimés           | 25 805       | 98,11        | 30 724      | 97,12       |
| * député sortant |                      |                    |              |              |             |             |

#### Troisième circonscription
Nouvelle circonscription
| Candidat       | Candidat                 | Parti           | Premier tour | Premier tour | Second tour | Second tour |
| Candidat       | Candidat                 | Parti           | Voix         | %            | Voix        | %           |
| -------------- | ------------------------ | --------------- | ------------ | ------------ | ----------- | ----------- |
|                | Tauhiti Nena             | Tavini          | 8 545        | 30,52        | 15 699      | 49,76       |
|                | Jean-Paul Tuaiva         | Tahoeraa        | 6 692        | 23,90        | 15 851      | 50,24       |
|                | Gaston Tong Sang         | TTA             | 4 604        | 16,45        |             |             |
|                | Teva Rohfritsch          | O'Hiva          | 2 793        | 9,98         |             |             |
|                | Jean-Christophe Bouissou | Rautahi         | 1 762        | 6,29         |             |             |
|                | John Tefan               | Te Hiti Tau Api | 878          | 3,14         |             |             |
|                | Nicolas Bertholon        | DVD             | 637          | 2,28         |             |             |
|                | Taimana Ellacott         | DIV             | 595          | 2,13         |             |             |
|                | Gaston Tetuanui          | DIV             | 379          | 1,35         |             |             |
|                | Angèle Teriitau          | Verts           | 346          | 1,24         |             |             |
|                | Éric Minardi             | FN              | 327          | 1,17         |             |             |
|                | Monil Tetuanui           | DVG             | 206          | 0,74         |             |             |
|                | Daniel Tuahu             | Hotu Ora        | 113          | 0,40         |             |             |
|                | René Hoffer              | DIV             | 108          | 0,39         |             |             |
|                | Teriiorai Oopa           | DVD             | 10           | 0,04         |             |             |
|                |                          |                 |              |              |             |             |
| Inscrits       | Inscrits                 | Inscrits        | 60 194       | 100,00       | 59 645      | 100,00      |
| Abstentions    | Abstentions              | Abstentions     | 31 696       | 52,66        | 26 900      | 45,10       |
| Votants        | Votants                  | Votants         | 28 498       | 47,34        | 32 745      | 54,90       |
| Blancs et nuls | Blancs et nuls           | Blancs et nuls  | 503          | 1,77         | 1 195       | 3,65        |
| Exprimés       | Exprimés                 | Exprimés        | 27 995       | 98,23        | 31 550      | 96,35       |